# Museu da Limpeza Urbana (Distrito Federal)
O Museu da Limpeza Urbana do Distrito Federal é um museu brasileiro, mantido desde 1996, pelo Serviço de Limpeza Urbana do Distrito Federal, uma autarquia do Distrito Federal. Está instalado em uma casa de aproximadamente 80m² na Usina Central de Tratamento de Lixo de Ceilândia, no Distrito Federal. Ele foi idealizado pelos próprios garis que encontravam e guardavam objetos curiosos encontrados tanto na coleta quanto na usina de compostagem. Quando o gari Cícero Lacerda foi promovido a chefe da usina, ele decidiu montar este espaço.
O museu tem três vertentes: primeiro objetos encontrados no lixo pelos próprios garis. É possível, por exemplo, ver a passagem do tempo pelos objetos tecnológicos que eram considerados obsoletos e depois descartados. Segundo, a história da autarquia contada em fotos nas paredes. E por fim, obras de arte feitas com material descartado.
Boa parte da visitação é feita por estudantes. O espaço enfatiza a importância do descarte correto e da reciclagem.
O museu se tornou parceiro da equipe multidisciplinar da Diretoria de Gestão do Patrimônio Histórico, Artístico e Cultural da Secretaria de Cultura do Distrito Federal (DIGEPHAC). A ação visa melhorar e ampliar o espaço do museu.